# Cliffortia dentata
Cliffortia dentata là loài thực vật có hoa trong họ Hoa hồng. Loài này được Willd. mô tả khoa học đầu tiên.